# The Allman Brothers Band
Die Allman Brothers Band war eine Rockband aus Macon, Georgia, im Süden der USA. Sie war die erste und auch eine der wichtigsten Bands des Southern Rock und hatte ihre größten Erfolge Anfang der 1970er Jahre.

## Geschichte
Gegründet 1969, bestand die Band ursprünglich aus Duane Allman (Gitarre), Gregg Allman (Gesang, Keyboard), Dickey Betts (Gitarre), Berry Oakley (Bass), Butch Trucks (Schlagzeug) und Jai Johanny „Jaimoe“ Johanson (Schlagzeug, Percussion). Die eigentlichen Allman-Brüder, Duane und Gregg, spielten zuvor in verschiedenen Gruppen, u. a. den Escorts, den Allman Joys und zuletzt Hour Glass. Als Hour Glass ihren Plattenvertrag verloren, gründete Duane die Allman Brothers Band.
1969 brachten sie ihr zunächst wenig beachtetes erstes Album heraus, The Allman Brothers Band. Das zweite Album Idlewild South (1970) war bereits ein Achtungserfolg. Mehr als mit ihren Studioalben erspielte sich die Band in ihren frühen Jahren jedoch eine ausgesprochene Reputation als Liveband, wobei Stücke wie Whipping Post vom Debütalbum oder In Memory of Elizabeth Reed vom Nachfolgealbum auf der Bühne mit ausufernden Soli und Jams oft zu einem Vielfachen ihrer ursprünglichen Länge ausgedehnt wurden. Unter anderem spielte die Gruppe gleich zwei Sets beim Atlanta International Pop Festival (1970). Schließlich war es dann auch ein die Stimmung solcher Konzerte einfangendes Livealbum mit dem Titel At Fillmore East (1971), das den endgültigen Durchbruch brachte. Doch schon wenig später starb Duane Allman an den Folgen eines Motorradunfalls.
Die Band beendete das mit Duane begonnene vierte Album Eat a Peach. Chuck Leavell (Piano) wurde in die Band aufgenommen. Nach der Veröffentlichung von Eat a Peach starb auch Berry Oakley durch einen Motorradunfall, nicht weit von der Stelle, an der Duane verunglückt war.
Lamar Williams ersetzte Oakley. Das nächste Album Brothers and Sisters erschien 1973. Es enthielt die heute bekanntesten Hits der Band, Ramblin' Man und das Instrumentalstück Jessica.
Aufgrund persönlicher Differenzen driftete die Band auseinander. Gregg Allman und Dickey Betts starteten Solokarrieren. Gregg heiratete Cher. Drogenmissbrauch forderte seinen Tribut. 1975 entstand das Album Win, Lose or Draw, im selben Jahr wurde außerdem noch das Kompilationsalbum The Road Goes On Forever veröffentlicht. Im Mai 1976 kam das Ende der Band, nachdem Gregg Allman in einem Drogenverfahren gegen einen Bandmitarbeiter ausgesagt hatte. Leavell, Johanson und Williams gründeten Sea Level, während Betts an seiner Solokarriere arbeitete. Es erschien mit Wipe the Windows, Check the Oil, Dollar Gas ein Livealbum, das auch bisher unveröffentlichtes Material enthielt.
1978 gab es eine Wiedervereinigung der Band ohne Chuck Leavell und Lamar Williams, aber mit Dan Toler (Gitarre) als neuem Mitglied. 1979 kam das Album Enlightened Rogues heraus. Aber bereits 1982 brach die Gruppe erneut auseinander.
Erst 1989 stellte sich der Erfolg mit der Reformierung der Band und mit Seven Turns, dem ersten Studioalbum seit neun Jahren, wieder ein. Seit dieser Zeit war Warren Haynes Gitarrist der Gruppe; er wurde von Dickey Betts eingeführt und war vorher bereits Mitglied in dessen Dickey Betts Band gewesen.
1995 wurde die Allman Brothers Band in die Rock and Roll Hall of Fame aufgenommen.
Im Jahr 2000 kam es dann zur Trennung der Gruppe von ihrem Gründungsmitglied Dickey Betts. Seit dieser Zeit sind Derek Trucks und Warren Haynes, der kurzzeitig nicht mehr Teil der Band war, die beiden Gitarristen der Gruppe. Diese Formation mit Gregg Allman, Butch Trucks, Jaimoe, Marc Quinones, Oteil Burbridge, Derek Trucks und Warren Haynes wurde eine der stabilsten und dauerhaftesten der gesamten Bandgeschichte.
Im Januar 2014 entschieden Derek Trucks und Warren Haynes, dass beide im Laufe des Jahres die Band verlassen werden, um mehr Zeit und Energie in ihre eigenen Gruppen zu investieren. Gregg Allman gab daraufhin bekannt, dass die Allman Brothers Band damit beendet sei und auch er sein Soloprojekt Gregg Allman and Friends verfolgen würde.
Butch Trucks und Gregg Allman, die als einzige allen Besetzungen der Band angehört hatten, starben 2017 im Abstand weniger Monate.

## Diskografie

### Alben
| Jahr | Titel                                                               | Höchstplatzierung, Gesamtwochen, AuszeichnungChartplatzierungen (Jahr, Titel, Platzierungen, Wochen, Auszeichnungen, Anmerkungen) | Höchstplatzierung, Gesamtwochen, AuszeichnungChartplatzierungen (Jahr, Titel, Platzierungen, Wochen, Auszeichnungen, Anmerkungen) | Höchstplatzierung, Gesamtwochen, AuszeichnungChartplatzierungen (Jahr, Titel, Platzierungen, Wochen, Auszeichnungen, Anmerkungen) | Höchstplatzierung, Gesamtwochen, AuszeichnungChartplatzierungen (Jahr, Titel, Platzierungen, Wochen, Auszeichnungen, Anmerkungen) | Anmerkungen                                                                                              |
| Jahr | Titel                                                               | DE | CH | UK | US | Anmerkungen                                                                                              |
| ---- | ------------------------------------------------------------------- | --- | --- | --- | --- | --- |
| 1970 | The Allman Brothers Band                                            | — | — | — | US188 (5 Wo.)US | |
| 1970 | Idlewild South                                                      | — | — | — | US38 (22 Wo.)US | |
| 1971 | At Fillmore East                                                    | — | — | UK— SilberUK | US13 Platin · (47 Wo.)US | Live aufgenommen am 12. März 1971 in New York Platz 49 der Rolling-Stone-500, Grammy Hall of Fame (1999) |
| 1972 | Eat a Peach                                                         | — | — | — | US4 Platin · (48 Wo.)US | |
| 1972 | Duane & Gregg Allman                                                | — | — | — | US129 (8 Wo.)US | ursprünglich aufgenommen 1968                                                                            |
| 1972 | An Anthology Duane Allman                                           | — | — | — | US28 Gold · (26 Wo.)US | Kompilation                                                                                              |
| 1973 | Beginnings                                                          | — | — | — | US25 Gold · (55 Wo.)US | Wiederveröffentlichung von The Allman Brothers Band und Idlewild South als Doppelalbum                   |
| 1973 | Brothers and Sisters                                                | DE52 (2 Wo.)DE | — | UK42 (3 Wo.)UK | US1 Platin · (56 Wo.)US | in DE erst 2013 in den Charts                                                                            |
| 1973 | Early Allman Allman Joys                                            | — | — | — | US171 (8 Wo.)US | ursprünglich aufgenommen 1966                                                                            |
| 1974 | An Anthology, Vol. II Duane Allman                                  | — | — | — | US49 (16 Wo.)US | Kompilation                                                                                              |
| 1975 | Win, Lose or Draw                                                   | — | — | — | US5 Gold · (14 Wo.)US | |
| 1975 | The Road Goes On Forever, a Collection of Their Greatest Recordings | — | — | UK54 (1 Wo.)UK | US43 (14 Wo.)US | Best-of-Album                                                                                            |
| 1976 | Wipe the Windows, Check the Oil, Dollar Gas                         | — | — | — | US75 (10 Wo.)US | Livealbum                                                                                                |
| 1979 | Enlightened Rogues                                                  | — | — | — | US9 Gold · (24 Wo.)US | |
| 1980 | Reach for the Sky                                                   | — | — | — | US27 (13 Wo.)US | |
| 1981 | Brothers of the Road                                                | — | — | — | US44 (12 Wo.)US | |
| 1981 | The Best of the Allman Brothers                                     | — | — | — | US189 Gold · (3 Wo.)US | Best-of-Album                                                                                            |
| 1989 | Dreams                                                              | — | — | — | US103 Gold · (11 Wo.)US | Kompilation                                                                                              |
| 1990 | Seven Turns                                                         | — | — | — | US53 (16 Wo.)US | |
| 1991 | Shades of Two Worlds                                                | — | CH37 (1 Wo.)CH | — | US85 (17 Wo.)US | |
| 1992 | An Evening with the Allman Brothers Band - First Set                | — | — | — | US80 (8 Wo.)US | Livealbum                                                                                                |
| 1994 | Where It All Begins                                                 | — | — | — | US45 Gold · (21 Wo.)US | |
| 1995 | An Evening with the Allman Brothers Band – 2nd Set                  | — | — | — | US88 (4 Wo.)US | Livealbum                                                                                                |
| 2003 | Hittin’ the Note                                                    | DE55 (1 Wo.)DE | — | — | US37 (7 Wo.)US | |
| 2004 | One Way Out – Live At The Beacon Theatre                            | — | — | — | US190 (1 Wo.)US | Livealbum                                                                                                |
| 2014 | Play All Night: Live at the Beacon Theatre 1992                     | — | — | — | US43 (1 Wo.)US | Livealbum                                                                                                |
| 2014 | The 1971 Fillmore East Recordings                                   | DE22 (3 Wo.)DE | — | — | US57 (1 Wo.)US | Livealbum                                                                                                |
| 2017 | A Decade of Hits 1969–1979                                          | — | — | — | US39 (2 Wo.)US | Kompilation                                                                                              |
| 2020 | Trouble No More − 50th Anniversary Collection                       | DE51 (1 Wo.)DE | CH57 (1 Wo.)CH | — | — | Kompilation                                                                                              |
| 2020 | The Final Note                                                      | — | — | — | US168 (1 Wo.)US | Livealbum, aufgenommen 1971                                                                              |
| 2022 | Syria Mosque: Pittsburgh, Pa January 17, 1971                       | — | — | — | — | Livealbum, aufgenommen 1971                                                                              |

grau schraffiert: keine Chartdaten aus diesem Jahr verfügbar
Weitere Alben
- 1981: Story of the Allman Brothers
- 1991: Live at Ludlow Garage 1970 (retrospektiv)
- 1992: The Fillmore Concerts (Doppel-CD)
- 1992: Ramblin’ Man
- 1993: Collection
- 1994: Best Of: Hell and High Water
- 1996: Fillmore East Feb ’70 (retrospektiv)
- 1998: Mycology
- 1998: Live at Great Woods (DVD, US: Platin)
- 2000: Peakin’ at the Beacon (live)
- 2000: 20th Century Masters – The Best of the Allman Brothers Band (US: Gold)
- 2001: The Road Goes On Forever
- 2001: Madness of the World
- 2003: The Allman Brothers Band: Live at the Beacon Theatre (DVD, US: Platin)
- 2016: Live from A & R Studios

- zudem zahlreiche vollständige Konzertmitschnitte in der Reihe Instant Live bei dem bandeigenen Label „The Allman Brothers Band Recording Company“[14]

### Singles
| Jahr | Titel Album                                               | Höchstplatzierung, Gesamtwochen, AuszeichnungChartsChartplatzierungen (Jahr, Titel, Album, Platzierungen, Wochen, Auszeichnungen, Anmerkungen) | Anmerkungen                                                         |
| Jahr | Titel Album                                               | US | Anmerkungen                                                         |
| ---- | --------------------------------------------------------- | --- | ------------------------------------------------------------------- |
| 1971 | Revival (Love Is Everywhere) Idlewild South               | US92 (3 Wo.)US |                                                                     |
| 1972 | Ain’t Wastin’ Time No More Eat a Peach                    | US77 (4 Wo.)US |                                                                     |
| 1972 | Melissa Eat a Peach                                       | US86 (2 Wo.)US |                                                                     |
| 1972 | One Way Out Eat a Peach                                   | US86 (4 Wo.)US | Autor: Elmore James                                                 |
| 1973 | Ramblin’ Man Brothers and Sisters                         | US2 (16 Wo.)US | Song That Shaped Rock and Roll                                      |
| 1974 | Jessica Brothers and Sisters                              | US65 (6 Wo.)US | Instrumental Grammy (Rockinstrumental) für die Liveversion von 1995 |
| 1975 | Nevertheless Win, Lose or Draw                            | US67 (3 Wo.)US |                                                                     |
| 1975 | Louisiana Lou and Three Card Monty John Win, Lose or Draw | US78 (3 Wo.)US | B-Seite von Nevertheless                                            |
| 1979 | Crazy Love Enlightened Rogues                             | US29 (9 Wo.)US |                                                                     |
| 1980 | Angeline Reach for the Sky                                | US58 (8 Wo.)US |                                                                     |
| 1981 | Straight from the Heart Brothers of the Road              | US39 (11 Wo.)US |                                                                     |

Weitere Singles
- 1969: Black Hearted Woman
- 1969: Dreams
- 1969: Whipping Post (Song That Shaped Rock and Roll[15] / Platz 393 der Rolling-Stone-500[16])
- 1979: Can’t Take It with You
- 1980: Mystery Woman
- 1981: Two Rights
- 1990: Good Clean Fun
- 1990: Seven Turns
- 1990: It Ain’t Over Yet
- 1991: End of the Line
- 1994: No One to Run With
- 1994: Back Where It All Begins
- 2003: Firing Line

## Auszeichnungen
- Grammy Award für Beste Rock Instrumental Darbietung, 1996 für Jessica
- Aufnahme in die Rock and Roll Hall of Fame, 1995
- Platz 53 auf der Liste der 100 größten Künstler aller Zeiten des Rolling Stone Magazins, 2011[17]